# Congrès de Vérone (1822)
Pour les articles homonymes, voir Congrès de Vérone.

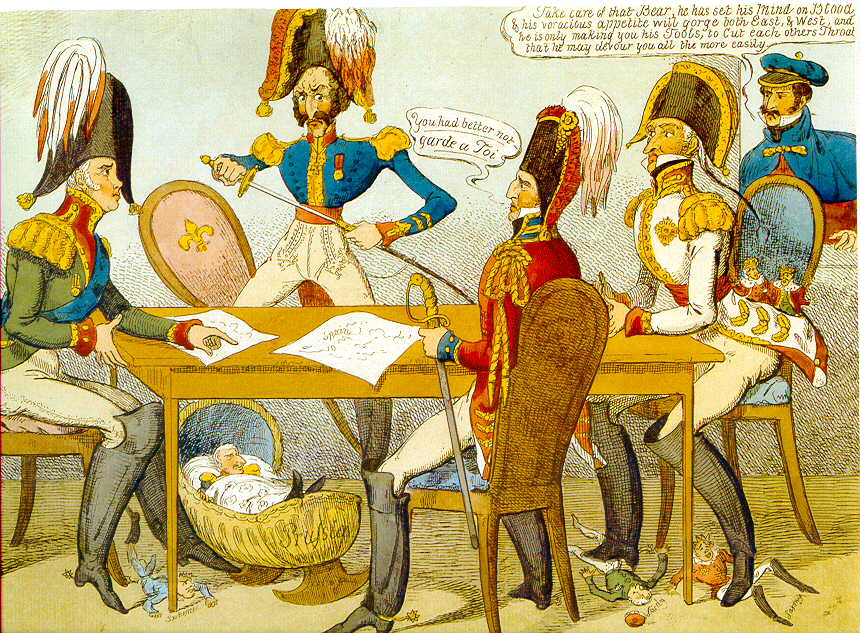
Caricature du Congrès de Vérone.

Le congrès de Vérone (1822) s'ouvrit à Vérone le 20 octobre 1822. Ultime volet, après Carlsbad, Troppau et Laybach, d'une série de conférences internationales inaugurant la « politique des congrès » de la Sainte-Alliance, elle parachève la politique anti-libérale en Europe consécutive au congrès de Vienne.

## Participants
Les membres de la Quintuple alliance étaient représentés par les personnes suivantes :
- Russie : Tsar Alexandre Ier de Russie et Charles Robert de Nesselrode (ministre des affaires étrangères);
- Autriche : Prince Metternich;
- Prusse : prince von Hardenberg et le comte Christian Günther von Bernstorff;
- France : Mathieu de Montmorency-Laval (ministre des affaires étrangères) et François-René de Chateaubriand, alors ambassadeur à Londres ;
- Royaume-Uni : Arthur Wellesley, Duc de Wellington, qui prit la place de Lord Castlereagh après le suicide de ce dernier.

## Décisions
Il y fut décidé, entre autres, l'intervention de la France contre les libéraux espagnols.
La question de la guerre d'indépendance grecque fut aussi soulevée ainsi que la question d'Orient. La délégation grecque envoyée auprès du congrès « pour demander l'aide de l'Europe chrétienne » ne fut même pas reçue.